# Akmonistion zangerli
Akmonistion zangerli (лат.) — вид вымерших хрящевых рыб, похожих на акул, из семейства Symmoriidae, единственный в роде Akmonistion. Ранее его относили к семейству Stethacanthidae.
Были морскими хищными рыбами, жившими в каменноугольном периоде. Ископаемые остатки найдены на территории Шотландии.
Особенности строения: раздвоенный хвостовой плавник и дорсальный шип, покрытый множеством зубцов.